# Oswald Hauser
Oswald Hauser (* 9. November 1910 in Altona; † 9. Dezember 1987 in Kiel) war ein deutscher Philologe und Historiker. Er unterrichtete an Gymnasien in Flensburg und Kiel und war Hochschullehrer an den Universitäten Kiel und Aachen.

## Leben
Hauser wurde 1910 als Sohn eines Reichsbahnbeamten und seiner Frau geboren. Nach dem Abitur am Gymnasium Altona studierte er zunächst an der Philipps-Universität Marburg Deutsch, Geschichte, Englisch und Philosophie. Im Sommersemester 1929 wurde er aktiv bei der Marburger Burschenschaft Hercynia, die 1950 in der Marburger Burschenschaft Rheinfranken aufging, der Hauser dann bis zu seinem Tode angehörte. Zwischenzeitlich an der Ludwig-Maximilians-Universität München, der Universität Hamburg und der Christian-Albrechts-Universität zu Kiel, bestand er 1935 in Marburg das Staatsexamen für das Höhere Lehramt. 1936 wurde an der Philosophischen Fakultät zum Dr. phil. promoviert. Ab 1937 war er Studienrat am Alten Gymnasium in Flensburg. 1939 als Reserveoffizier zum Heer (Wehrmacht) einberufen, nahm er am Westfeldzug und am Deutsch-Sowjetischen Krieg teil. Zuletzt war er Hauptmann.
Am 8. Februar 1950 habilitierte er sich an der Christian-Albrechts-Universität für Mittelalterliche Geschichte und Neuere Geschichte. Er wurde zum Privatdozenten ernannt. Er kam am 1. April 1952 als Studienrat nach Kiel und unterrichtete bis 1959 an der Kieler Gelehrtenschule. 1959 wurde er Professor und Wissenschaftlicher Rat am Historischen Seminar der Christian-Albrechts-Universität. Die RWTH Aachen berief ihn am 30. November 1964 auf den Lehrstuhl für Neuere Geschichte; Hauser nahm den Lehrauftrag in Kiel aber weiterhin wahr. Er war zudem Gastprofessor an der Dalhousie University in Halifax (Nova Scotia) und am St Antony’s College der University of Oxford. In Aachen wurde er am 1. April 1979 emeritiert.
Er war Leiter der Deutsch-Französischen Historiker- und Geschichtslehrerkommission und Vorstandsmitglied der Ranke-Gesellschaft und der Preußischen Historischen Kommission (Vorsitzender 1977–1987). 1976 wurde er korrespondierendes Mitglied der Académie d'Aix-en-Provence.
Der Protestant Hauser war verheiratet und Vater von zwei Kindern.

## Schriften (Auswahl)
Verfasser
- Gustav Frenssen als niederdeutscher Dichter. Untersuchungen zu Landschaft und Volkstum seiner Heimat (= Form und Geist, Bd. 40). Eichblatt, Leipzig 1936.
- Deutschland und der englisch-russische Gegensatz 1900–1914 (= Göttinger Bausteine zur Geschichtswissenschaft, Bd. 30). Muster-Schmidt, Göttingen u. a. 1958.
- Preußische Staatsräson und nationaler Gedanke. Auf Grund unveröffentlichter Akten aus dem Schleswig-holsteinischen Landesarchiv. Mit einem Dokumentenanhang (= Quellen und Forschungen zur Geschichte Schleswig-Holsteins, Bd. 42). Wachholtz, Neumünster 1960.
- Provinz im Königreich Preußen (= Geschichte Schleswig-Holsteins, Bd. 8. Teil 1, Lfg. 1). Wachholtz, Neumünster 1966.
- England und das Dritte Reich. Eine dokumentierte Geschichte der englisch-deutschen Beziehungen von 1933 bis 1939 auf Grund unveröffentlichter Akten aus dem britischen Staatsarchiv. 2 Bände. Seewald, Stuttgart 1972/1982.
- Staatliche Einheit und regionale Vielfalt in Preußen. Der Aufbau der Verwaltung in Schleswig-Holstein nach 1867. Wachholtz, Neumünster 1967.
- mit Waltraud Hunke, Wolfgang J. Müller: Das Haus Glücksburg und Europa. Mühlau, Kiel 1988, ISBN 3-87559-058-9.

Herausgeber
- Politische Parteien in Deutschland und Frankreich, 1918–1939. 10 Vorträge. F. Steiner, Wiesbaden 1969.
- Weltpolitik. Für die Ranke-Gesellschaft. Mehrbändig, Musterschmidt, Göttingen u. a. 1973 ff.

- Teil 1: 1933–1939. 13 Vorträge (1973, ISBN 3-7881-1674-9);
- Teil 2: 1939–1945. 14 Vorträge (1975, ISBN 3-7881-1680-3);
- Teil 3: 1945–1953. 13 Vorträge (1978, ISBN 3-7881-1683-8).

- Geschichte und Geschichtsbewusstsein. 19 Vorträge (für die Ranke-Gesellschaft). Muster-Schmidt, Göttingen u. a. 1981, ISBN 3-7881-1735-4.
- Vorträge und Studien zur preußisch-deutschen Geschichte (= Neue Forschungen zur brandenburg-preußischen Geschichte, Bd. 2). Böhlau, Köln u. a. 1983, ISBN 3-412-10782-4.
- Zur Problematik „Preußen und das Reich“ (= Neue Forschungen zur brandenburg-preußischen Geschichte, Bd. 4). Böhlau, Köln u. a. 1984, ISBN 3-412-06483-1.
- Preußen, Europa und das Reich (= Neue Forschungen zur brandenburg-preußischen Geschichte, Bd. 7). Böhlau, Köln u. a. 1987, ISBN 3-412-05186-1.
- Friedrich der Große in seiner Zeit (= Neue Forschungen zur brandenburg-preußischen Geschichte, Bd. 8). Böhlau, Köln u. a. 1987, ISBN 3-412-08186-8.
- Das geteilte Deutschland in seinen internationalen Verflechtungen. 15 Vorträge (für die Ranke-Gesellschaft). Muster-Schmidt, Göttingen u. a. 1987, ISBN 3-7881-1745-1.